# Szepessy Tibor
Szepessy Tibor (Budapest, 1929. január 7. – 2018. április 15.) magyar klasszika-filológus, egyetemi tanár, az Eötvös Loránd Tudományegyetem és a Pázmány Péter Katolikus Egyetem oktatója.

## Élete
1952-ben szerezte meg a diplomáját az Eötvös Loránd Tudományegyetemen görög-latin-magyar szakos tanáraként. Néhány évnyi kutatást követően 1956-ban politikai okokból eltávolították az egyetemről. 1959 és 1983 között MTA Ókortudományi Kutatócsoportjában működött. 1972-ben doktori (CsC) fokozatot szerzett. 1979-ben kandidátusi fokozatot szerzett Héliodóros és a görög szerelmi regény című értekezésével. Két évtizednyi mellőztetés után, 1977-től külsős óraadóként ismét taníthatott az Eötvös Loránd Tudományegyetemen az ókori görög műfordítás témakörében. 1983-tól – Harmatta János támogatásának köszönhetően – állandó munkatársa lett az egyetemnek, és tanszékvezetői címet is kapott. 1992-től a Pázmány Péter Katolikus Egyetemen is tanított. 1995-ben kényszernyugdíjazták, és ekkor fejeződött be oktatói tevékenysége a Eötvös Loránd Tudományegyetemen. A Pázmány Péter Katolikus Egyetemen 2005-ig, 76 éves koráig adott órákat. Ezt követően, 2005-től az Antik Tanulmányok főszerkesztőjeként, illetve 2008-tól haláláig az Eötvös József Collegium kurátorként tevékenykedett. Utolsó, Philostratossal foglalkozó művének megjelenését már nem érte meg. 2018-ban hunyt el 89 éves korában.
2015-ben megkapta a Magyar Érdemrend lovagkeresztje kitüntetést.

## Művei
Az alábbi lista jelentősebb műveit, szerkesztéseit tartalmazza:
- Latin költők antológiája. Bp., 1958
- Görög költők antológiája. Bp., Móra, 1964
- Római költők antológiája. Bp., 1964
- A régi Róma napjai. Bp., 1968
- Utószó. In: A filozófia vígasztalása /Boethius. Ford.: Hegyi György. Bp., 1970, 153–169
- József és Aseneth története és az antik regény. Antik Tanulmányok 20. évf. 2. sz. / 1973, 158-168
- Utószó. In: Apuleius: A mágiáról/Virágoskert. Magyar Helikon, 1974, 171-188
- Utószó és jegyzetek. In: Tibullus és Propertius összes költeményei. Budapest, 1976, 281–371.
- Utószó. In: Apollodórosz: Mitológia. Európa Könyvkiadó, 1977, 157-164
- Utószó. In: Xenophón: Kürosz nevelkedése, Anabázis. Európa Könyvkiadó, 1979, 553-566
- Die Aithiopika des Heliodoros und der griechische sophistische Liebesroman. In: Beiträge zum griechischen Liebesroman. Hrsg. von Hans Gärtner. Hildesheim–Zürich–New York–Olms, 1984. 432–450.
- Utószó. In: Aiszkhülosz drámái. Európa Könyvkiadó, 1985, 343-361
- Héliodóros és a görög szerelmi regény Fejezet az antik regény történetéből; Akadémiai, Bp., 1987 (Apollo könyvtár)
- Utószó. In: Arisztophanész vígjátékai. Európa Könyvkiadó, 1988, 781-801
- A régi Róma napjai; összeáll., előszó, jegyz. Szepessy Tibor, ford. Bede Anna et al.; 2. jav. kiad.; Balassi, Bp., 1998
- Korai görög líra: Kallinostól Pindarosig. Szöveggyűjtemény az elégia, az iambos, a melos és a kardal képviselőiből. Bp., 1999
- La figura di Eracle in Teocrito e Apollonio Rodio. Acta classica Universitatis Scientiarum Debreceniensis. 38–39. (2002–2003), 313–349.
- ΜΕΝΑΝΔΡΟΥ ΔΥΣΚΟΛΟΣ (edendum curavit et commentariis instruxit). PPKE BTK, Piliscsaba, 2005
- Aischinés levelei és a „levélregény". In: Orpheusz búcsúzik. Tanulmányok Sarkady János emlékére. Károli Egyetemi Kiadó, 2007, 245-266
- Válogatott tanulmányok; szerk. Mayer Gyula, Mészáros Tamás, Monostori Martina; Typotex–Eötvös József Collegium, Bp., 2009
- Antik írók és művek. Válogatott írások; Balaton Akadémia, Keszthely, 2010 (Szent György könyvek)
- Bevezetés az ógörög verstanba. ELTE Eötvös József Collegium, Bp., 2013 (Antiquitas, Byzantium, Renascentia I.)
- Bevezetés az ógörög irodalom történetébe. Szerk. Kapitánffy István, Szepessy Tibor; ELTE Eötvös József Collegium, Bp., 2013 (Antiquitas, Byzantium, Renascentia II.)

## Fordításaiból
- Héliodórosz: Sorsüldözött szerelmesek. Etiópiai történet. Magyar Helikon, 1964.
- Julius Caesar: A gall háború. Európa Könyvkiadó, 1964.
- Ifjabb Plinius: Levelek. Európa Könyvkiadó, 1966. (másokkal közösen)
- Lukianosz összes művei. Magyar Helikon, 1974. (másokkal közösen)
- Cicero válogatott művei. Európa Könyvkiadó, 1987. (másokkal közösen)
- Achilleus Tatios: Leukippé és Kleitophón története. ELTE Eötvös József Collegium, Bp., 2014 (Antiquitas, Byzantium, Renascentia VI.)
- Dión Chrysostomos: Tróját nem vették be és más írások. ELTE Eötvös József Collegium, Bp., 2016 (Antiquitas, Byzantium, Renascentia  XIX.)